# Araguanã
Araguanã là một đô thị thuộc bang Maranhão, Brasil. Đô thị này có diện tích 804,394 km², dân số năm 2007 là 9710 người, mật độ 12,07 người/km².